# Leigh Jaynes
Leigh Evelyn Jaynes Provisor (12 de enero de 1980 o 18 de diciembre de 1980) es una luchadora estadounidense de lucha libre. Participó en tres Campeonatos Mundiales, consiguiendo una medalla de bronce en 2015. Ganó la medalla de bronce en Campeonato Panamericano de 2016. Dos veces representó a su país en la Copa del Mundo, en 2012 clasificándose en la 2.ª posición.  
Es la esposa de Ben Provisor, luchador olímpico de los Juegos Olímpicos de Londres 2012.